# مخاوي الذيب (مسلسل)
مخاوي الذيب مسلسل دراما بدوي أردني من تأليف محمد الحجاحجة وإخراج شعلان الدباس.

## القصة
تدور أحداث المسلسل حول فتاه بدوية تحب ابن عمها من طرف واحد وبسبب التقاليد والعادات، يقرر الأهل الزواج منه ولكنها تكتشف أنه يحب فتاة أخرى من خارج القبيلة.

## طاقم العمل
- سليمان الشملاوي
- منذر رياحنة
- نادية عودة
- غادة إبراهيم
- محمد القباني
- عبير عيسى
- فرح بسيسو
- حمد نجم
- أحمد أبو بكر
- محمد العضايلة
- أحمد سرور
- علي عبدالعزيز
- خضر بيضون
- داوود جلاجل
- روان ظاهر
- إلهام علاونة
- صقر فهد
- داوود عفيشات
- زعل العبادي
- عالية جنازرة
- حكيم حرب
- محمد القواسمي
- ثامر خوالدة
- محمود ممدوح
- حسن بني يونس
- محمد أبو سويلم
- هيام حسين
- سهير عودة
- خالد نجم
- رنا سليمان
- جمال مرعي
- نجلاء عبدالله
- رفعت النجار
- قمر الصفدي
- جميل براهمة
- خالد الجزاع
- إبراهيم قواسمي
- عبدالكريم قواسمي
- جميل عواد
- سري النجار
- إياد شنطاوي
- خالد الغويري